# El Carnevaal de Schignan
El Carnevaal de Schignan è un singolo di Davide Van De Sfroos, pubblicato nel 2012, secondo singolo estratto dall'album Yanez pubblicato l'anno precedente.
L'uscita del singolo coincide con l'utilizzo del brano nella colonna sonora del film Benvenuti al Nord di Luca Miniero.
Il testo della canzone tratta del Carnevale di Schignano, citandone le maschere tradizionali.
Grazie a questa canzone, il comune di Schignano lo ha nominato cittadino onorario il 3 febbraio 2015, con cerimonia tenuta il 14 febbraio dello stesso anno, alla fine della sfilata del carnevale. 